# ژان ماتیو دکامپس
ژان ماتیو دکامپس (انگلیسی: Jean-Matthieu Descamps؛ زادهٔ ۱۲ فوریهٔ ۱۹۸۳) بازیکن فوتبال اهل فرانسه است.
از باشگاه‌هایی که در آن بازی کرده‌است می‌توان به باشگاه فوتبال مالاگا و باشگاه ورزشی مون‌پلیه اشاره کرد.